# Traité de Rawalpindi
Le traité de Rawalpindi (signé le 8 août 1919 et amendé le 22 novembre 1921) est un armistice entre le Royaume-Uni et l'Afghanistan, qui fait suite à la troisième guerre anglo-afghane. Dans ce document, le Royaume-Uni reconnaît l'indépendance de l'Afghanistan, renonce à étendre l'Inde britannique au-delà de la passe de Khyber, et cesse de verser de l'argent à l'Afghanistan. Le traité de Rawalpindi est commémoré le jour de l'indépendance afghane, le 19 août. Les amendements et ajouts négociés en 1921 sont parfois appelés traité anglo-afghan de 1921.